# Solomon Alabi
Salomon Makfan Alabi (21 de Março de 1988) é um nigeriano que joga basquete profissionalmente. Atualmente ele joga no Fukushima Firebonds da Liga Japonesa. Ele estudou na Universidade do Estado da Flórida, onde ele chegou ao terceiro lugar na ACC  o que os levou ao torneio da NCAA, onde eles caíram para Gonzaga na primeira rodada. Ele também jogou futebol antes do basquete, com 15 anos de idade.

## Início da vida
Alabi cresceu em Zaria, estado de Kaduna na Nigéria, antes de se mudar para Clermont, Flórida, com 17 anos. Ele estudou na escola Montverde Academia em Montverde, Flórida, onde ele foi treinado por Kevin Sutton. Alabi em seu último ano ajudou a escola a ter um recode perfeito de 30-0. 
Alabi jogou para a Seleção da Nigéria no campeonato Nike All-American. Ele também ajudou a Nigéria a se classificar para a Copa do Mundo sub 19 da FIBA em 2007.

## Carreira na Faculdade
Em seu primeiro ano, Alabi acabou quebrando a perna depois de apenas 10 jogos. No ano seguinte, ele jogou como um redshirt calouro e ganhou todos os prêmios da ACC para calouros, ele teve uma média de 8,4 pontos por jogo e 2,1 blocks por jogo. Por sua grande habilidade em dar tocos, ele foi nomeado para a equipe defensiva da ACC em 2008-2009.
Como um redshirt de segundo ano, Alabi classificado 26 jogador com mais tocos no país, com uma média de 2,39, ele também aumentou a sua pontuação média para 11,7 pontos por jogo. Em 23 de abril de 2010, Alabi se declarou elegível para o Draft da NBA de 2010.

## Carreira Profissional
Em 24 de junho de 2010, Alabi foi draftado pelo Dallas Mavericks como a 50º escolha mas foi trocado para o Toronto Raptors em troca de dinheiro.
Em 8 de julho de 2010, ele assinou um contrato com o Toronto Raptors. Os Raptors mandaram ele para o Erie BayHawks em 15 de novembro de 2010. Ele jogou nos Raptors três vezes: em 6 de janeiro de 2011, em 14 de janeiro de 2011 e em 5 de abril de 2011.
No dia 4 de janeiro de 2012, Alabi foi mandado para o Bakersfield Jam da D-League. Os Raptors chamaram ele de volta em 22 de janeiro de 2012. Em 26 de abril de 2012, contra o New Jersey Nets, Alabi registrou sua melhor partida com 11 pontos, 19 rebotes e 3 blocks nos 40 minutos no último jogo da temporada regular.
Em 1 de outubro de 2012, Salomão assinou com o New Orleans Hornets, no entanto, ele foi dispensado em 27 de outubro.
Em 28 de dezembro de 2012, Alabi assinou com o Idaho Debandada, ele foi dispensado em 1 de Março de 2013.
Em 21 de Março de 2013, ele assinou com o clube grego Ikaros Kallitheas B.C.
Em 28 de setembro de 2013, Alabi assinou com o Philadelphia 76ers, no entanto, ele foi dispensado no dia 5 de outubro e no mesmo dia assinou com o Yulon Dinos de Taiwan para a temporada 2013-14.
Em janeiro de 2015, Alabi assinou com o Barako Bull Energy das Filipinas.
Em 2016 e 2017, ele jogou pelos clubes japoneses, Toyotsu Fighting Eagles Nagoya e Fukushima Firebonds.

## Doença
Em 27 de junho de 2010, foi revelado que Alabi tinha Hepatite B, que foi o motivo para ele ser draftado tão tarde no draft da NBA.